# ニュートン・ディール・ベイカー
ニュートン・ディール・ベイカー（Newton Diehl Baker, 1871年12月3日 - 1937年12月25日）は、アメリカ合衆国の政治家。アメリカの革新主義時代を代表する民主党の人物であり、1912年から1915年までオハイオ州クリーブランド市長、1916年から1921年まで陸軍長官を務めた。

## 生い立ちと初期の経歴

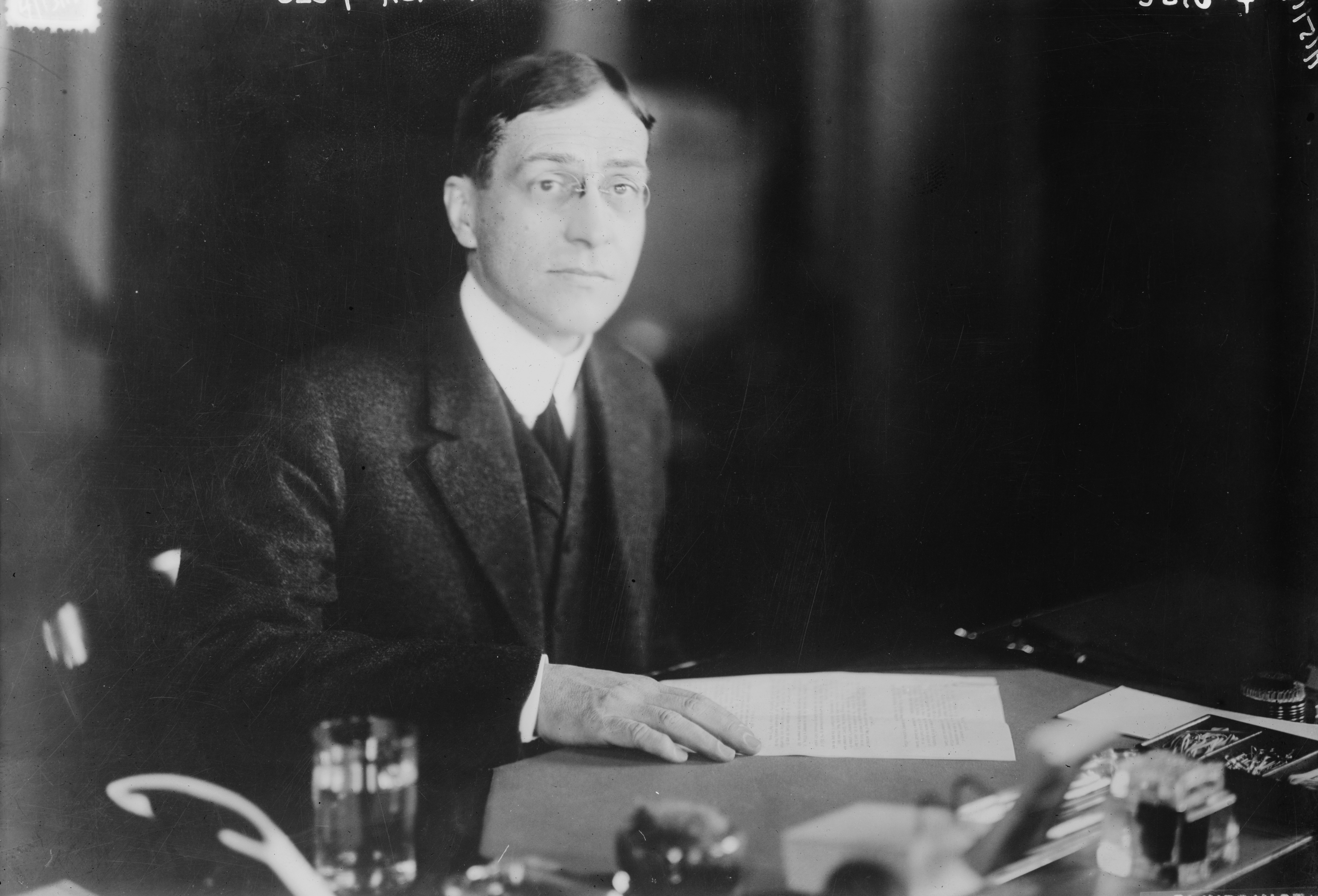
執務室で仕事をするベイカー

1871年12月3日、ベイカーはウェストバージニア州マーティンズバーグにおいて誕生した。ベイカーは地元の学校で教育を受け、バージニア州アレクサンドリアのエピスコパル・ハイスクールを2年で卒業した。ベイカーは1889年にジョンズ・ホプキンス大学に入学し、1892年に卒業した。ベイカーは在学中、プリンストン大学から教授として講義に訪れていたウッドロウ・ウィルソンと知り合った。またベイカーは、友愛会ファイ・ベータ・カッパの会員に選ばれた。続いてベイカーはワシントン・アンド・リー大学法学部に入り、1894年6月に法律の学位を取得した。ベイカーはマーティンズバーグの法律事務所に就職し実務経験を積み、1895年にウェストバージニア州で弁護士として認可を受けた。

## 弁護士として
1896年、ベイカーはワシントンD.C.において、郵政長官ウィリアム・ウィルソンの秘書官となった。ベイカーはワシントンD.C.でおよそ2年を過ごした。ベイカーは1898年にオハイオ州クリーブランドでマーティン・G・フォーランの法律事務所に入り、間もなく弁護士業を独自経営した。

## クリーブランドでの政治

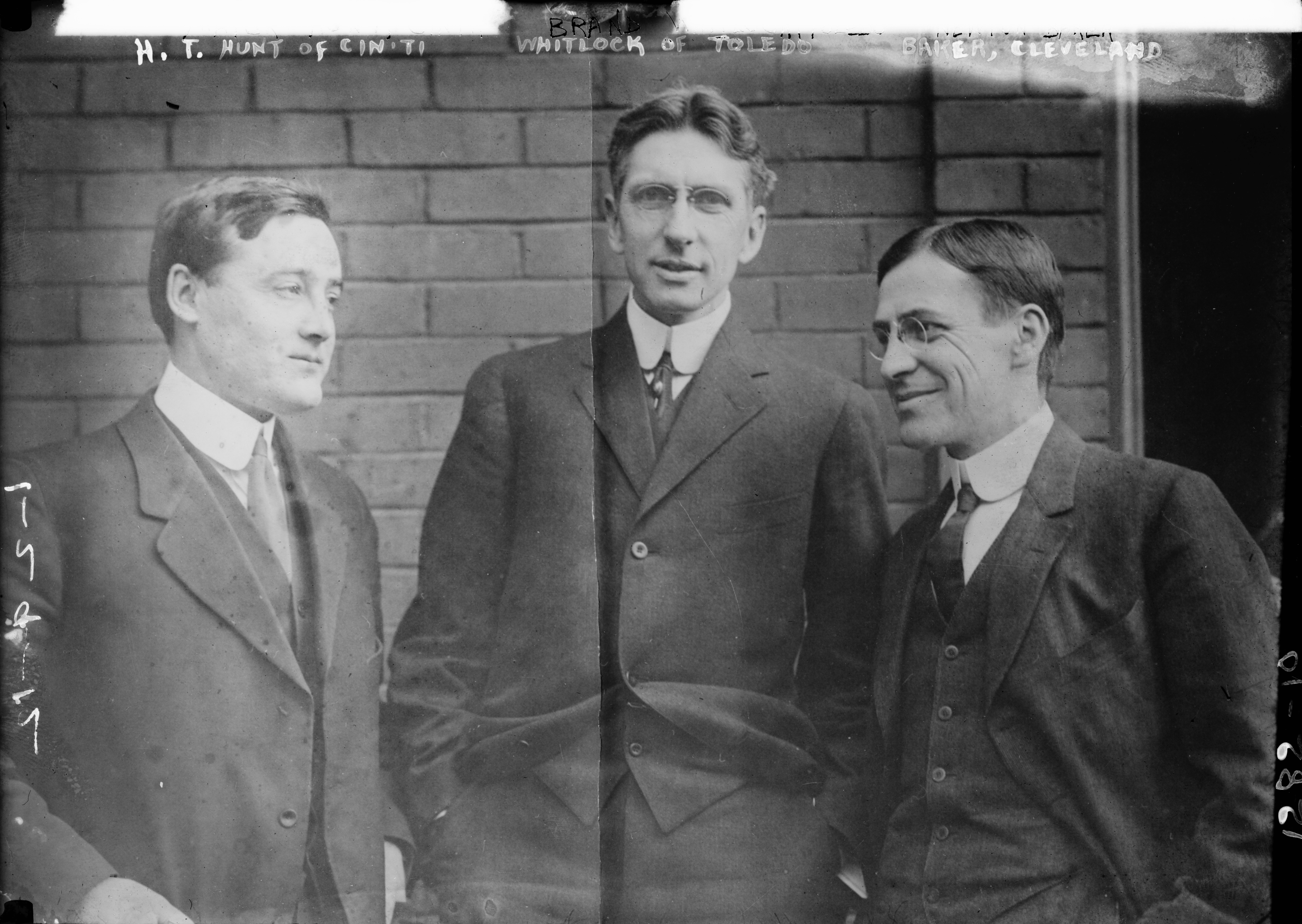
左からシンシナティのヘンリー・ハント市長、トレドのブランド・ホイットロック市長、クリーブランドのニュートン・ベイカー市長。

ベイカーは1902年にクリーブランド市の法務部で補佐役を務め、続いて1903年から1912年までクリーブランド市の法務官を務めた。ベイカーは市長トム・ジョンソンの自由主義な思想の影響を受け、強い革新政策を志向した。ベイカーは地元の政界で著名な人物となり、クリーブランド民主党の指導的立場となった。ベイカーは路面電車の運賃値下げを阻害する55件の訴訟を扱った。ベイカーは市の利益誘導の体質を指摘し、その訴訟のほとんどを鮮やかに解決した。ベイカーは租税体系の不公正さを公表することに注力した。
1911年、ベイカーはクリーブランド市長に選出された。ベイカーは1916年まで市長を2期4年務め、公権力の強化、交通の改善、市の美化などの業績を残した。ベイカーは市民正義に基づく都市の構築を理想とした。ベイカーは市有の発電所を建設し、また市民基金をもとに交響楽団を組織した。さらには病院施設の改善強化を図り、クリーブランド市民の生活の質を底上げした。このほか、ベイカーはクリーブランド大学（現在のケース・ウェスタン・リザーブ大学の一部）の運営を強く後援した。
1916年にクリーブランド市長を退いた後、ベイカーは知人2人と共同で法律事務所 Baker & Hostetler を設立した。この会社は1世紀を経過した後、弁護士550人を擁する企業へと成長した。

## アメリカ合衆国陸軍長官

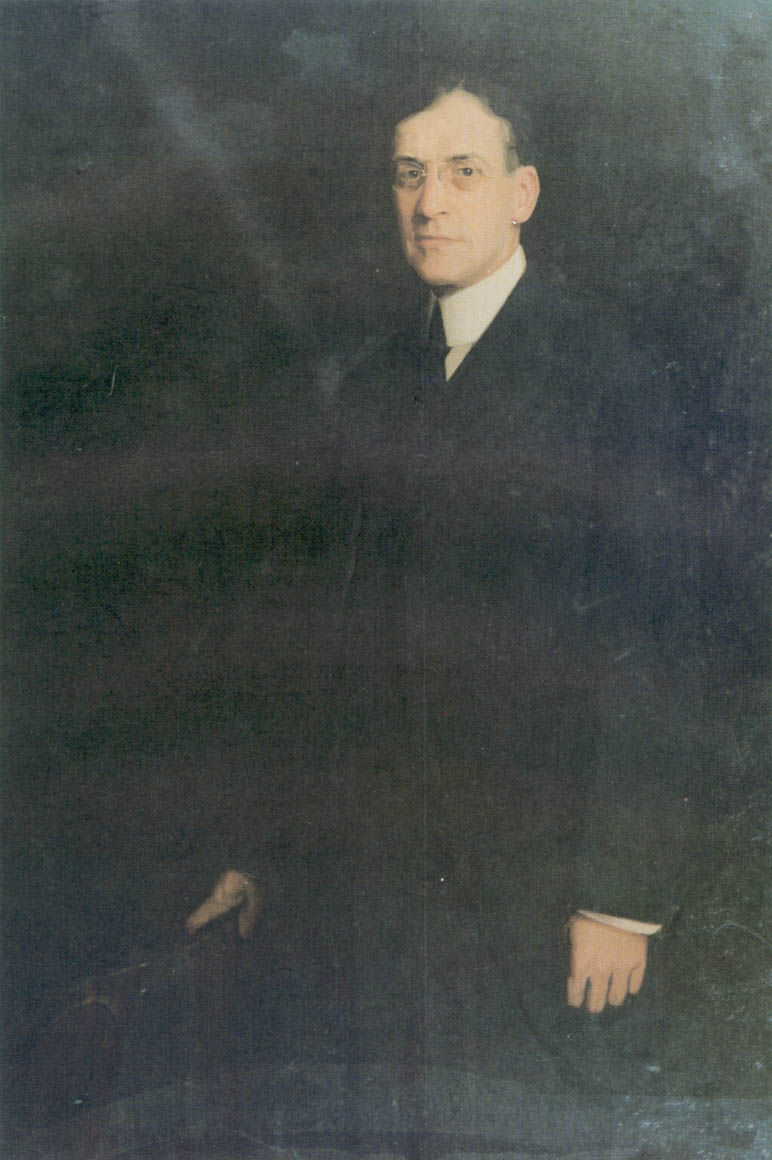
陸軍長官時代のベイカー

ベイカーはウッドロウ・ウィルソン大統領の指名を受け、1916年から1921年まで陸軍長官を務めた。当初ベイカーは内務長官への就任を打診されていたが、その要請は辞退した。
ベイカーの指名は、第一次世界大戦への参戦の是非が問題となっていた国内情勢を鑑みた上で、ベイカーが双方の立場の政治家の支持を受け得る人物であったためである。ベイカーは陸軍長官として、全国的徴兵という先例のない法律を制定し、第一次世界大戦への参戦に深く関与した。1917年の選抜徴兵法は21歳から30歳の男性に対して徴兵登録を要求したものであり、第一次世界大戦への参戦決定後は対象年齢を18歳から45歳までに拡大した。この選抜徴兵法により、第一次世界大戦の終結までに2400万人が徴兵登録し、政府は280万人を徴兵した。
またベイカーは陸軍長官として1914年のメキシコ侵攻を認可し、遠征先でのアメリカ軍の監視体制を構築した。1916年、ベイカーはメキシコの革命家パンチョ・ビリャを拘束するため、メキシコに遠征軍を派遣した。さらに1916年8月、新設された国防委員会の長として、アメリカの「制限つき軍備」の監督を行った。ベイカーは第一次世界大戦において、フランスでの海外派遣軍を統括するため、ジョン・パーシング将軍を総司令官に任命した。
1918年12月、ベイカーはウィルソン大統領に随行してフランスへ渡った。ベイカーはパリ講和会議での交渉役を担当し、第一次世界大戦の終結を目指した。この会議の結果、1919年6月にヴェルサイユ条約が締結され、第一次世界大戦は終戦した。

## 晩年

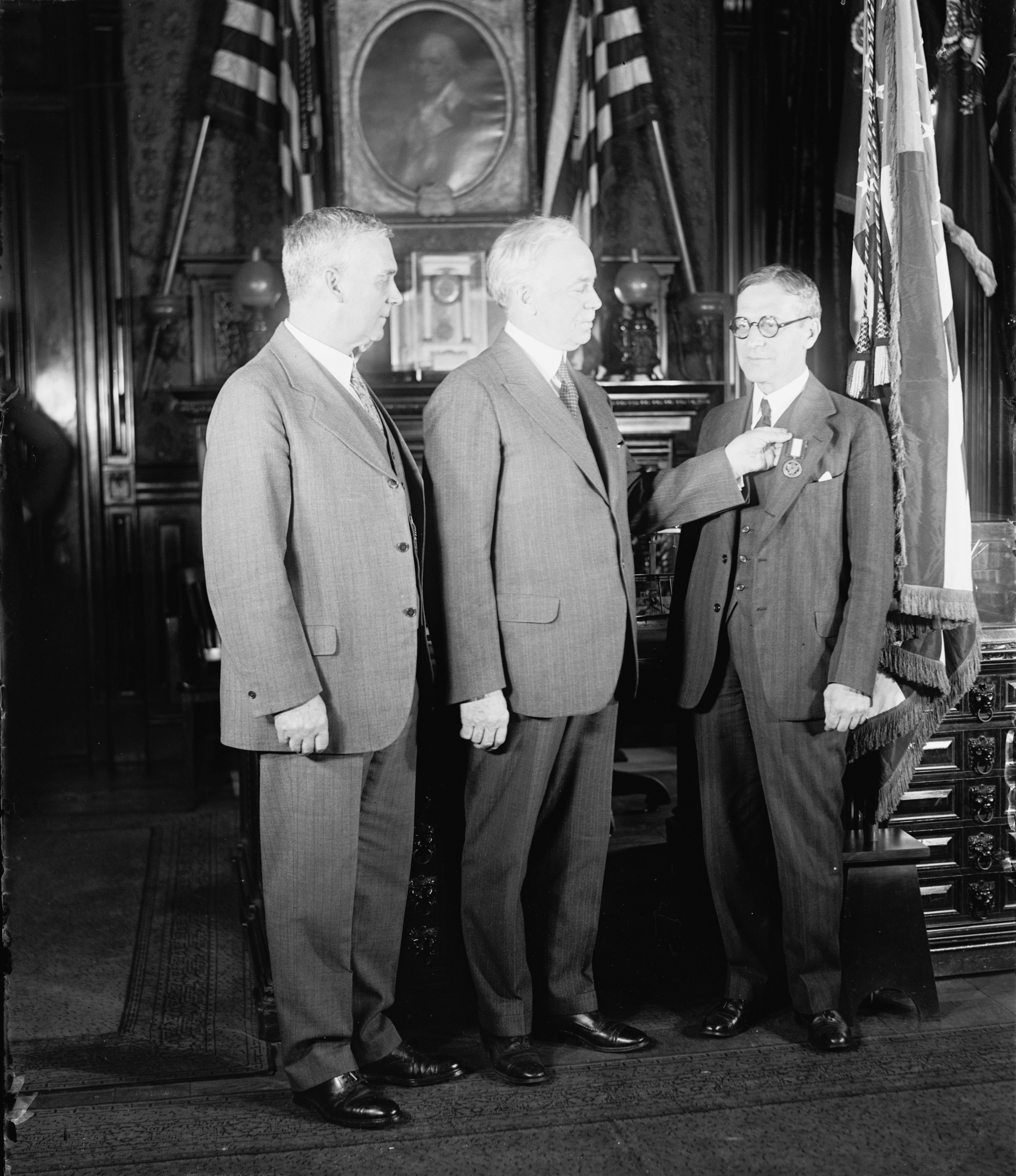
ハーグ常設仲裁裁判所の委員として

1921年に陸軍長官を退任後、法律業に復帰することを選択した。ベイカーは法律事務所 Baker & Hostetler での弁護士業に復帰した。ベイカーは法律家として全米各所で成功を収め、弁護士としての尊敬を受けた。ベイカーは複数の企業で役員を務めた。ベイカーはまた成人教育に関心を示し、アメリカ成人教育協会などの組織立ち上げを支援した。この間、ベイカーは民主党における重要人物としての位置を占め続けた。ベイカーは民主党の大統領候補の1人として、たびたび名前が挙げられた（1924年、1928年、1932年）。
1928年、カルヴィン・クーリッジ大統領はベイカーをハーグ常設仲裁裁判所の判事に任命した。1929年、クーリッジ大統領はベイカーを法執行委員会の委員に任命した。1933年、国立社会科学協会はベイカーに対して「人間性に対する貢献」を評価する賞を贈った。ベイカーは「我々はなぜ戦争へ赴いたか」と題した報告書を1936年に発表し、第一次世界大戦についてのベイカーの見解を述べた。
ベイカーは年をとるにつれて、かつて反対していた公共事業についてその実用性を認めるようになった。ベイカーは次第に保守的な人物になっていった。ベイカーは国際連盟を熱烈に支持した。またベイカーはフランクリン・ルーズベルト大統領のニューディール政策に批判的であったが、民主党を支持し続けた。

## 死とその後
1937年12月25日、ベイカーはオハイオ州クリーブランドにおいて死去した。ベイカーの遺体はクリーブランド市内のレイクビュー墓地に埋葬された。
1957年、ウェスタン・リザーブ大学（現在のケース・ウェスタン・リザーブ大学）は、ベイカーの栄誉を称えて「ニュートン・D・ベイカー棟」を建設した。この建物には一般教室や大学運営本部が入り、大学の主要建物となった。この建物はアデルバート通りとユークリッド通りの角に位置し、セヴェランスホールが向かい側に位置していた。この建物は2004年11月に取り壊された。

## 家族

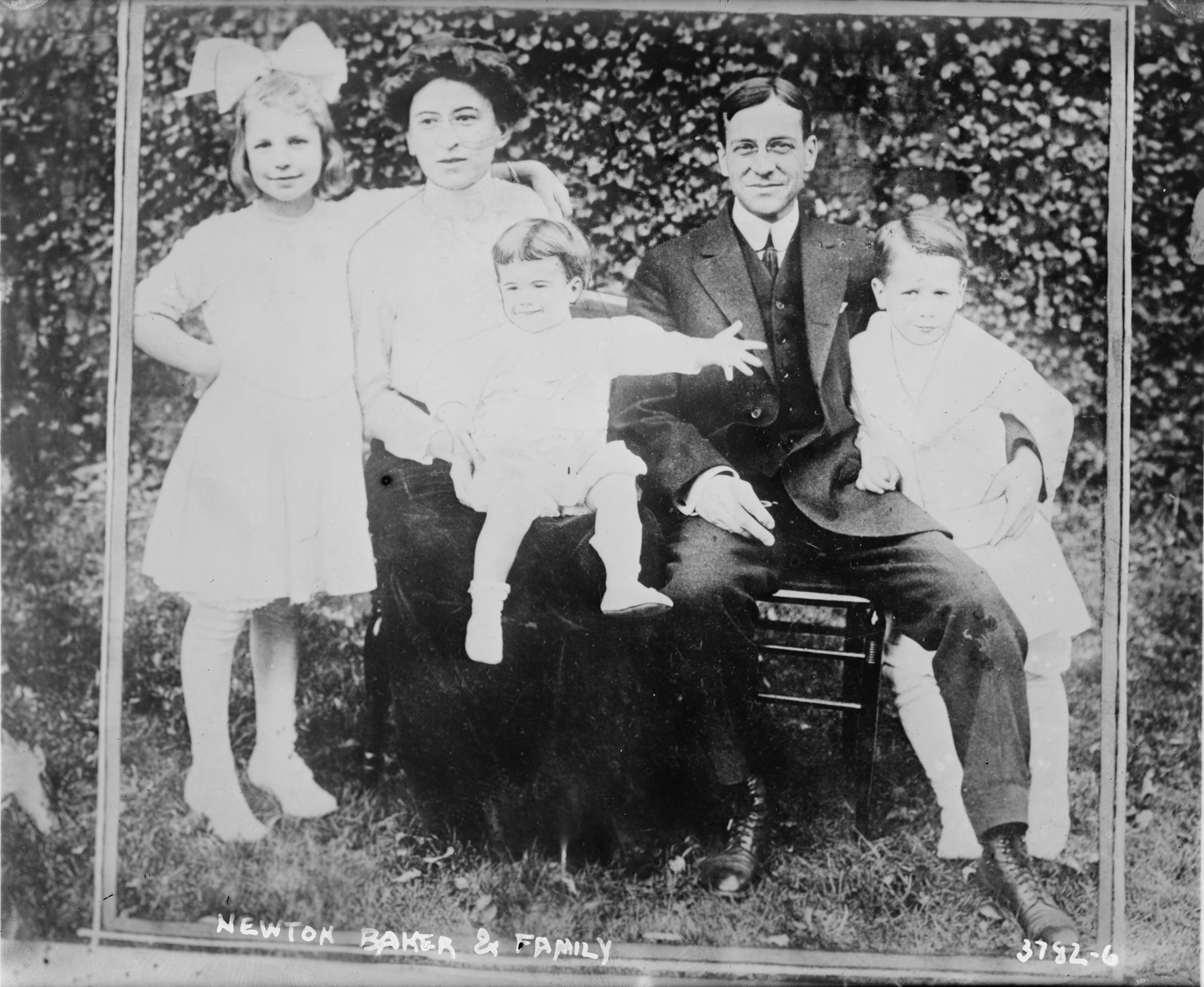
ベイカーと妻子

ベイカーは1902年7月5日にエリザベス・レオポルド (Elizabeth Leopold) と結婚した。ベイカーはエリザベスとの間に1男2女をもうけた。
1. エリザベス・ベイカー (Elizabeth Baker)
2. ニュートン・ベイカー (Newton Baker)
3. マーガレット・ベイカー (Margaret Baker)